# Passaggio di notte
Passaggio di notte (Night Passage) è un film del 1957 diretto da James Neilson, tratto da un romanzo del 1956 di Norman A. Fox

## Trama
Un funzionario delle ferrovie divenuto suonatore di fisarmonica viene a sapere che una banda di assalitori di treni tenterà una rapina al convoglio dove si trasportano le paghe degli operai. Cercherà in tutti i modi di evitare il furto, sebbene nella banda di malfattori militi anche suo fratello. Il dramma tra la dirittura morale e l'amore per la famiglia porterà all'epica resa dei conti finale.

## Produzione
Questo film doveva essere diretto da Anthony Mann, il quale però rifiutò l'incarico.